# 開成石經

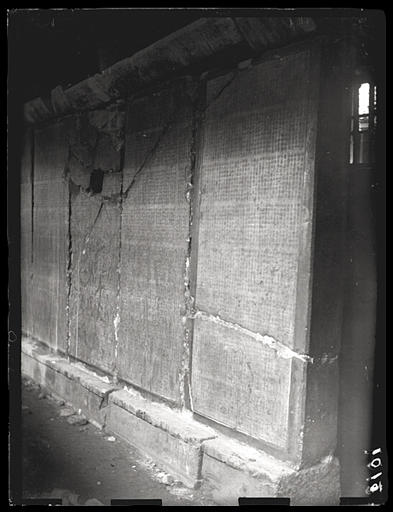
1907法国学者沙畹在西安碑林拍摄的开成石经

開成石經，又稱唐石經，是唐代官方组织刊刻于碑石上的儒家十二部经典（石经）。始刻於唐文宗大和七年（833年）﹐并于開成二年（837年）刊刻完成，最初立于长安国子监内，后几经迁徙，最终安置于西安府学北墉，即今日西安碑林第一室内。
大和四年（830年），工部尚书鄭覃奏請，“請召宿儒奧學，校定六籍，準后漢人故事，勒石于太學，永代作制”。唐文宗開成二年（837年）艾居晦、陳玠等奉詔刻《周易》、《尚书》、《詩經》、《周礼》、《仪礼》、《礼记》、《春秋左氏传》、《公羊传》、《穀梁傳》、《孝经》、《论语》、《尔雅》等十二種儒家經典立於長安國子監內，經文共刻於一百一十四座碑石上﹐每石兩面刻，共有650252字，史稱《開成石經》。
《開成石經》是唐代所作標準楷書，北宋年間數次遷置《開成石經》，最後移至府學北墉，即形成今日之西安碑林。

## 图集

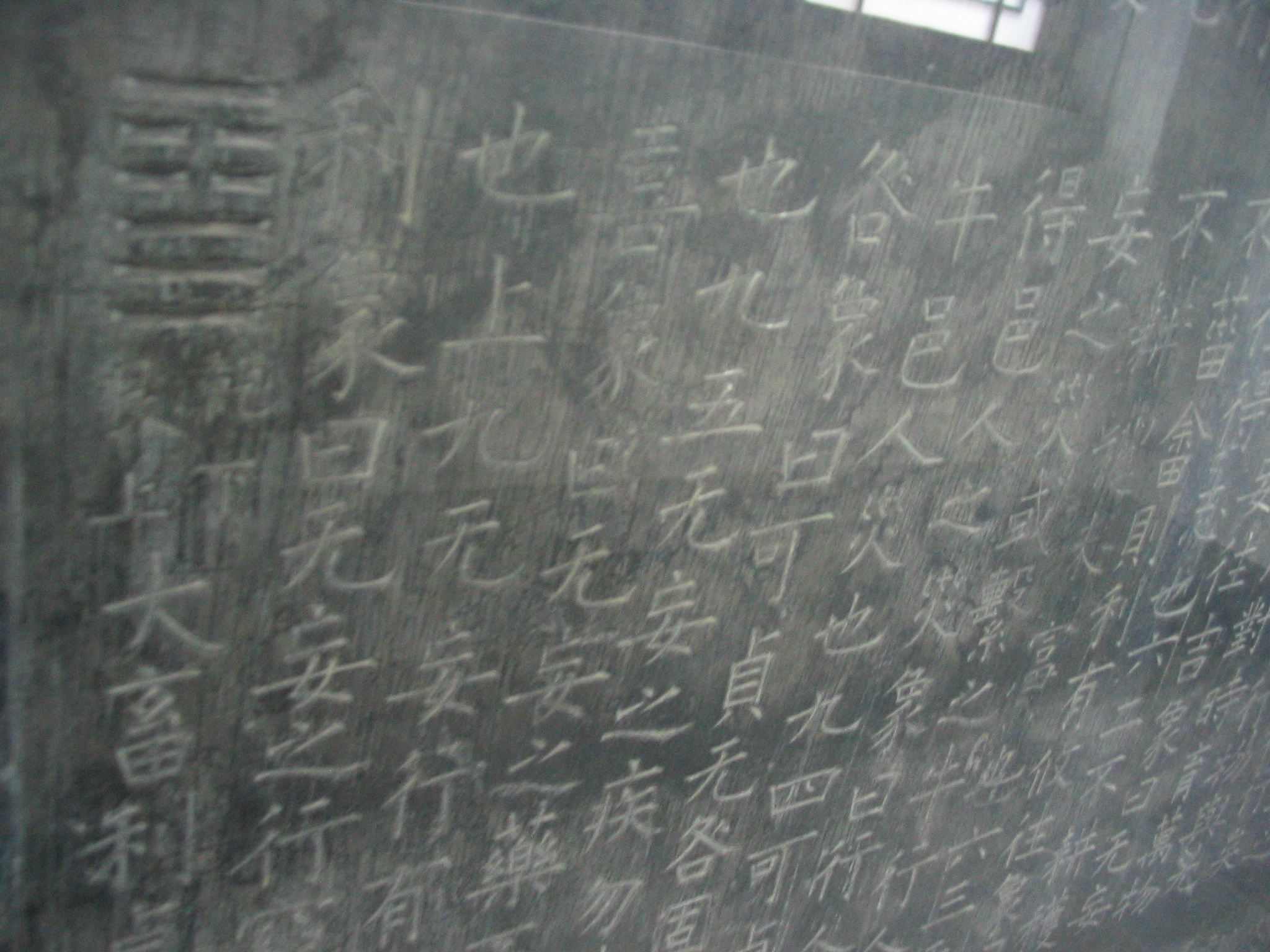
唐石经《易经》局部
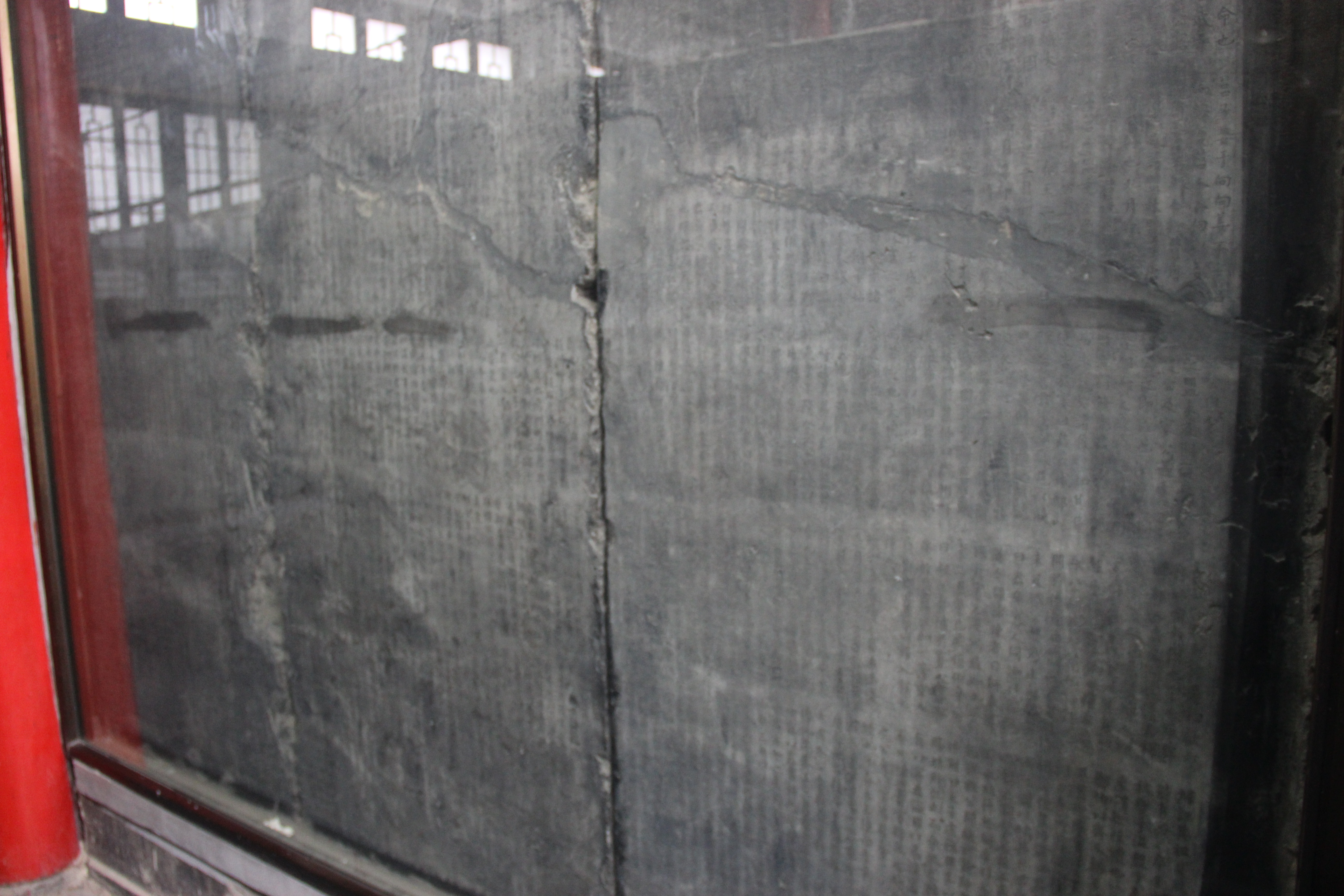
唐石经《春秋》局部